# José María Ceballos
José María Ceballos Vega (Pámanes, 7 settembre 1968) è un ex calciatore spagnolo di ruolo portiere.

## Carriera
Giocò per tutta la sua carriera nel Racing Santander.
Mosse i primi passi della sua carriera da calciatore nella squadra riserve dei cantabrici, il Rayo Cantabria.
Esordì con la prima squadra il 10 settembre 1989, contro l'Eibar, nella Segunda División.
Nel 1993 ottenne la promozione nella Liga spagnola. Esordì in massima serie il 5 settembre contro il Rayo Vallecano.
Si ritirò nel 2003, a 34 anni, dopo aver difeso la porta del Racing per 15 stagioni consecutive.

## Palmarès

### Club

#### Competizioni nazionali
- Segunda División B: 1  (Gruppo II)

Racing Santander: 1990-1991